# HMS Kent (54)
O HMS Kent foi um cruzador pesado operado pela Marinha Real Britânica e a terceira embarcação da Classe County. Sua construção começou em meados de novembro de 1924 no Estaleiro Real de Chatham e foi lançado ao mar em março de 1926, sendo comissionado na frota britânica em junho de 1928. Era armado com uma bateria principal composta por oito canhões de 203 milímetros montados em quatro torres de artilharia duplas, tinha um deslocamento carregado de pouco mais de quinze mil toneladas e alcançava uma velocidade máxima de 31 nós (58 quilômetros por hora).
O Kent teve um início de carreira relativamente tranquilo, passando a maior parte dos anos de paz atuando na China. A Segunda Guerra Mundial começou em 1939 e o navio inicialmente patrulhou o Oceano Índico e realizou escoltas de comboios na região. Foi transferido para o Mar Mediterrâneo em 1940, participando de operações para bombardear posições e portos italianos. Durante uma destas ações em setembro foi seriamente danificado depois de torpedeado por uma aeronave inimiga, precisando retornar para o Reino Unido com o objetivo de passar por amplos reparos.
O cruzador só foi voltar ao serviço ativo um ano depois, sendo designado para integrar a Frota Doméstica, baseada em Scapa Flow]. Ele passou o resto do conflito operando no Oceano Atlântico e no Mar do Norte na escolta de comboios, especialmente aqueles para a União Soviética. Durante este período também esteve envolvido na escolta de forças que realizaram ataques aéreos contra o couraçado alemão Tirpitz na Noruega. O Kent foi tirado do serviço em janeiro de 1945 devido sua idade e condição material, sendo mantido inativo na reserva até ser desmontado em 1948.